# Bathyzonus ruficauda
Bathyzonus ruficauda là một loài tò vò trong họ Ichneumonidae.